# Schozach (Fluss)
Die Schozach [ˈʃɔtsax] ist ein rechter Nebenfluss des Neckars in Baden-Württemberg. Auf ihren etwa 26 km Länge durchzieht sie vor allem den Südosten des Landkreises Heilbronn. Nach dem Fluss wurde der mittelalterliche Schozachgau benannt.

## Name
Der Name tritt als Ortsname erstmals im Jahr 1275 („aput Schozam“) erstmals schriftlich in Erscheinung. Die Endung -ach bezeichnete im Althochdeutschen ein Fließgewässer, während sich das Bestimmungswort wohl vom germanischen *skeut- mit der Bedeutung „schießen“ ableitet. Die Benennung wäre demnach nach einer in die Schozach eingebauten Wasserabsperrung erfolgt.

## Geographie

### Verlauf
Die Schozach entspringt auf 301 m ü. NN in der Dautenklinge am Westrand der Löwensteiner Berge, etwa 0,5 km nordwestlich und unterhalb des Untergruppenbacher Ortsteils Vorhof. Anschließend berührt sie die Orte Ober- und Unterheinriet, Abstatt, Auenstein, Ilsfeld, den gleichnamigen Ort Schozach und Talheim, bevor sie im Heilbronner Ortsteil Sontheim auf 154 m ü. NN beim Haus der Heimat von rechts in den Neckar mündet. Ihr 25,6 km langer Lauf endet etwa 152 Höhenmeter unterhalb ihrer Quelle, sie hat somit ein mittleres Sohlgefälle von circa 5,9 ‰.
Der Lauf der Schozach beschreibt insgesamt ein großes, nach Norden offenes C: Bis Auenstein fließt sie in südwestliche Richtung, bis kurz hinter Ilsfeld nach Westen, danach in Richtung Norden.

### Einzugsgebiet
Das Einzugsgebiet der Schozach hat eine Fläche von 93,5 km², zu dem die beiden größten Zuflüsse Gruppenbach am Mittellauf und Deinenbach am Unterlauf 16,4 und 14,6 km² beitragen. Es umfasst den Großteil des Unterlands zwischen Neckar und Löwensteiner Bergen. Im Norden sind der Schweinsberg südöstlich von Heilbronn, der Sandberg südlich Lehrensteinsfeld und ein weiterer „Sandberg“ südwestlich Löwensteins Hochpunkte der Wasserscheide, im Süden der Wunnenstein nördlich von Großbottwar. Im Osten fließt ihr noch der Buchbach zu, allerdings nur ab einer Stelle unweit des Bleichsees bei Löwenstein, da das Wasser des Buchbach-Oberlaufs mittels eines Kanals dem Bleichsee und damit der nördlich gelegenen Sulm zugeleitet wird.
Naturräumlich gesehen durchläuft die Schozach die Schwäbisch-Fränkischen Waldberge sowie das Neckarbecken. Geologisch gesehen durchquert sie die Übergangszone zwischen Keuper und Muschelkalk: Die Quelle tritt in den Schichten des mittleren Keupers zutage, und der Großteils des Oberlaufs befindet sich in den unteren Keuperschichten. Der Übergang zum Muschelkalk westlich von Ilsfeld macht sich deutlich in der Änderung der Talform bemerkbar: Das bei Ilsfeld noch breite Tal verengt sich fast schlagartig und der Fluss gräbt sich in ein gegenüber der Umgebung bis zu 50 Meter tiefes, enges Tal ein, das fortan außer Talheim keiner anderen Siedlung mehr Platz bietet. In mehreren Steinbrüchen am Rande dieses Talabschnitts wird Muschelkalk abgebaut.
Die wichtigsten Wasserscheiden der Schozach grenzen gegen die Einzugsgebiete von Sulm im Norden und Nordosten, der Bottwar im Süden und Südosten und des Neckars selbst im Südwesten und Westen. Die anderen Konkurrenten sind kleinere Bäche zum Neckar.
Bedeutendste Zuflüsse der Schozach sind der Gruppenbach bei Auenstein und der Deinenbach kurz vor der Mündung in Sontheim, beide sind etwa 7 km lang.
Im Einzugsgebiet liegen die Gemeinden Untergruppenbach, Abstatt, Ilsfeld, Talheim und Flein ganz oder zum größten Teil, die Gemeinden Lauffen am Neckar, Neckarwestheim, Großbottwar, Beilstein und Löwenstein mit kleinen Anteilen ihres Gebietes.

### Zuflüsse
Auswahl.
Ursprung der Schozach in der oberen Dautenklinge in einer nördlichen Waldwiesenzunge bei Untergruppenbach-Vorhof auf etwa 305 m ü. NN.
- (Bach aus der Schwinglesklinge), von rechts auf 250 m ü. NN[8] beim Steg am Ortsende von Oberheinriet, 2,2 km. Entsteht im Westen des Gewanns Masselterklinge wenig östlich der A 81 auf etwa 330 m ü. NN.
- (Bach aus der Plankenklinge), von rechts am Sportplatz von Unterheinriet, 1,0 km. Entsteht vor dem Ostrand des Grafenwalds auf etwa 270 m ü. NN und durchläuft drei Teiche.
- Buchbach, von links auf den Breitwiesen am Ortsende von Unterheinriet auf etwa 235 m ü. NN, 5,6 km und 7,6 km². Entsteht im Löwensteiner Waldgewann Buch auf etwa 385 m ü. NN neben dem künstlichen Mühlgraben, der hier das Wasser seiner weiter bergwärts ziehenden oberen Waldklinge der Sulm zuführt.
- (Bach aus der Scheidlesklinge), von links bald danach gegenüber dem Unterheinrieter Gewerbegebiet, 1,2 km. Entsteht am Schellenrain aus mehreren Quellen auf etwa 310 m ü. NN.
- Vohenlohebach, von links unterhalb der Schozachbrücke der Zufahrt nach Abstatt-Vohenlohe auf 237,8 m ü. NN[8], 1,0 km.
- Happenbach, von rechts nach der ersten Straßenbrücke in Abstatt auf 234,3 m ü. NN[9], 3,9 km und 3,7 km². Entsteht im Gebiet von Untergruppenbach im nördlichen Grafenwald wenig östlich der A 81 auf etwa 325 m ü. NN.
- Abstetter Bach, von links am Westrand von Ilsfeld-Auenstein vor der Schozachbrücke des Zubringers zur Anschlussstelle Ilsfeld, wenigstens 3,0 km und 9,2 km². Entsteht südwestlich des Abstetterhofes knapp vor dem Hammelwald oder darin auf wenigstens 252 m ü. NN.
- Gruppenbach, nach derselben Straßenbrücke auf 226,3 m ü. NN[10], 8,6 km und 8,7 km². Entsteht im Heilbronner Stadtwald am Ostabhang des Hintersbergs zum Reisberg auf etwa 355 m ü. NN.
Nach dem Zulauf des Gruppenbachs und der Unterquerung der A 81 dreht der Fluss seine Fließrichtung von Südwest auf West.
- Riegelbach, von rechts kanalisiert am Ilsfelder Bad an der Robert-Mayer-Straße, 1,7 km. Entsteht im Steinlesgrund auf etwa 260 m ü. NN.

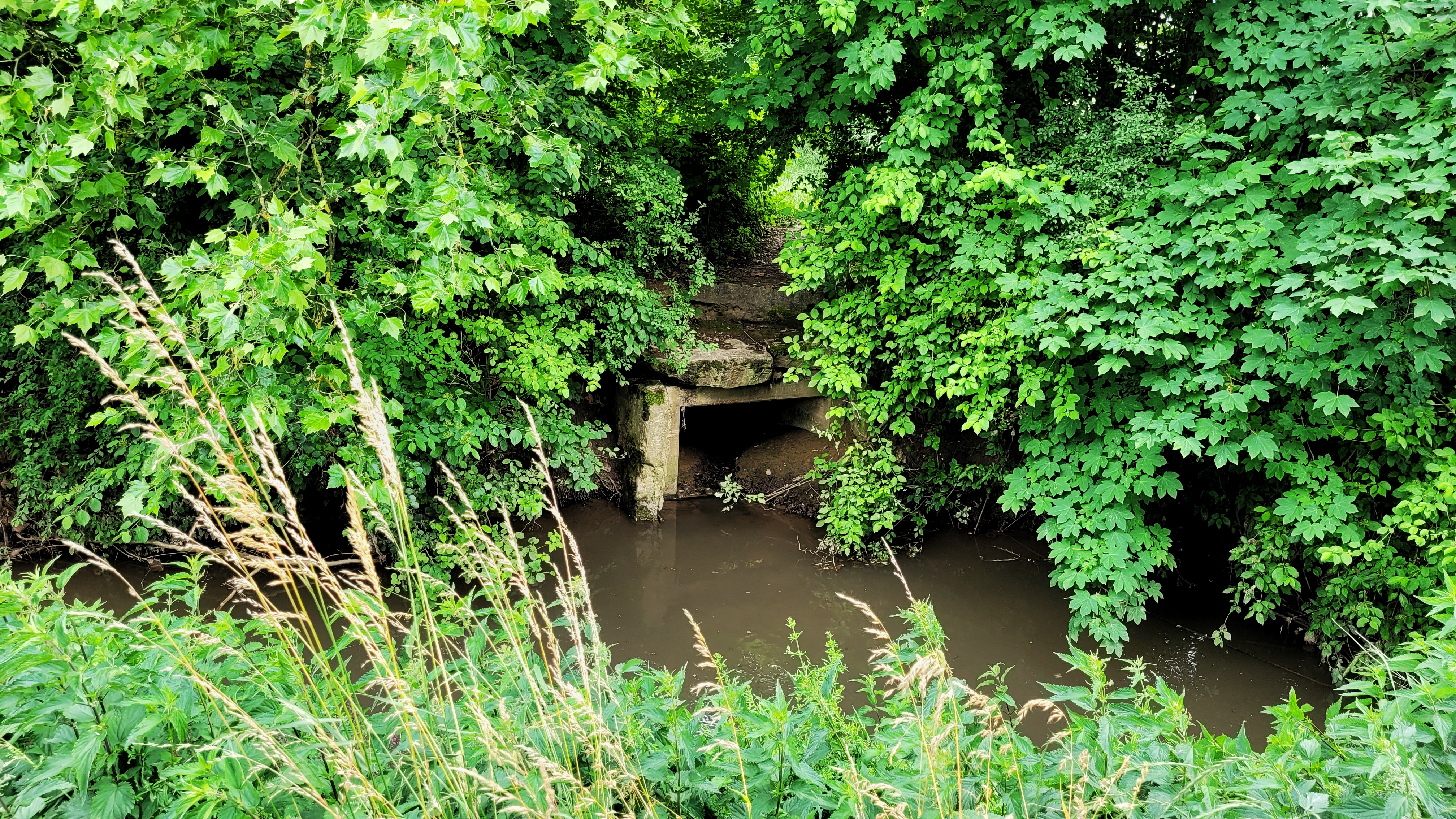
Mündung des Henkelgrabens in die Schozach in Ilsfeld

- Eichenweggraben oder Henkelgraben, von links am bergwärtigen Siedlungsrand von Ilsfeld, 1,2 km.
- Eigersbach, von links an der Brücke der K 2156 aus Ilsfeld zum Pfahlhof, 1,6 km und 1,0 km². Entsteht neben der Waldsteige der Straße auf etwa 280 m ü. NN, im Ortsbereich verdolt.
- Wässerung, von rechts an der Kläranlage unterhalb Ilsfelds unterhalb von 225 m ü. NN, 1,8 km und 1,8 km². Entsteht am Weinberghang Gänser auf etwa 275 m ü. NN.
Nach dem Zulauf der Wässerung tritt der Fluss in seine enge, mäandrierende Muschelkalkklinge am Unterlauf ein und dreht seine Fließrichtung von West auf Nordnordwest.
- Schertlengraben, von rechts an der Schozachbrücke von Schozach, 2,3 km und 1,4 km². Entsteht als Straßengraben an der Abzweigung der K 2048 nach Schozach von der L 1100 auf etwa 290 m ü. NN.
- Frankelbach, von rechts im Süden Talheims auf 195,9 m ü. NN[9], 3,1 km und 2,8 km². Entsteht in der mittleren Durstlache auf etwa 265 m ü. NN und durchläuft nach etwas mehr als dem halben Lauf den 1,3 ha großen Frankelbachsee.
- Deinenbach, von rechts etwa hundert Meter vor der Mündung, 7,3 km und 15,4 km².	Entsteht auf der Gemarkung von Flein östlich des Weinbergs Kapfenhart auf etwa 260 m ü. NN.

Mündung der Schozach nach 25,6 km Lauf etwa 400 m unterhalb der Neckarbrücke der Neckartalstraße (K 9564) beim Haus der Heimat in Heilbronn-Sontheim auf 154 m ü. NN von rechts in den Neckar.

## Naturschutz
Der Oberlauf der Schozach verläuft bis Abstatt teilweise im Naturpark Schwäbisch-Fränkischer Wald. Naturschutzgebiete sind im Bereich des Bachs nicht ausgewiesen; unter Landschaftsschutz stehen folgende Gebiete:
- Quellgebiet der Schozach; dieses 18 ha große Gebiet reicht von Vorhof bis hinunter zum Austritt der Schozach und wurde 1982 unter Schutz gestellt.
- Brenntenklinge – Oberes Schozachtal bei Oberheinriet; das 44 ha umfassende Gebiet am Oberlauf ist seit 1979 geschützt.
- Schozachtal zwischen Ilsfeld und Talheim mit 112 ha seit 1983.
- Massenbach, Leinbach, Schozach und Deinenbach; dieses 13 ha große Gebiet befindet sich unterhalb von Talheim und reicht bis zur Markungsgrenze mit Heilbronn.
- Schozachtal – Weidach – Wertwiesen von der Heilbronner Stadtgrenze bis zur Mündung in den Neckar; die Unterschutzstellung des 63 ha großen Areals erfolgte 1983.

Der Gewässerbericht 2004 ordnete das Wasser der Schozach und des Gruppenbachs in die Güteklasse II (mäßig belastet) ein; der Deinenbach unterhalb von Flein ist als kritisch belastet (Güteklasse II–III) eingestuft.
Am 4. April 2019 wurde die Schozach durch eine Stoffmischung auf einer Länge von mehreren Kilometern vergiftet. Der Tod zahlreicher Fische und Enten aber auch Mikroorganismen und Pflanzen war die Folge. Nach Angaben von Talheims Bürgermeister Rainer Gräßle wurde das Ökosystem der Schozach auf Jahre zerstört.

## Verkehr

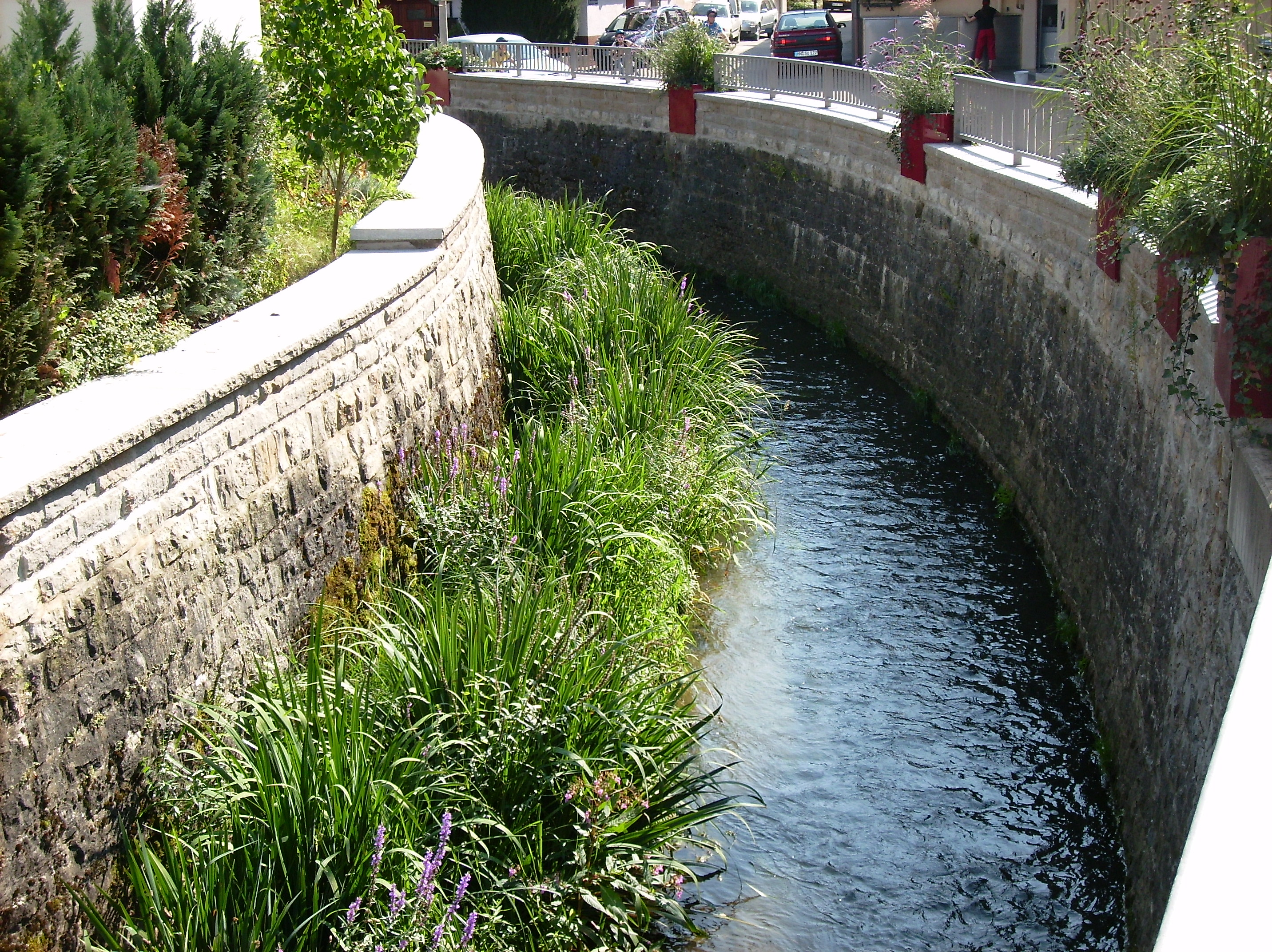
Die kanalisierte Schozach in Talheim

Die Schozach ist wegen zu geringer Tiefe und Wasserführung nicht schiffbar.
Mittleres und oberes Schozachtal werden von den Landesstraßen L 1100 bzw. L 1102 durchzogen, die als Querverbindungen im Umland von Heilbronn begrenzte überörtliche Bedeutung haben. Das untere Schozachtal ist wegen seiner tief eingeschnittenen, engen und gewundenen Form als Verkehrsweg unbrauchbar und nur teilweise begleitet von Straßen. Es wurde jedoch einst von der Bottwartalbahn durchzogen, die Marbach am Neckar mit Heilbronn verband und dabei zwischen Auenstein und Sontheim dem Lauf der Schozach folgte. Die Trasse der mittlerweile stillgelegten Bahnstrecke wurde in einen Radweg umgewandelt, der als Teil des Alb-Neckar-Radwegs zum Netz der baden-württembergischen Landesfernradwege gehört.
Recht genau der nördlichen Wasserscheide folgend, führt ein Waldwanderweg, teils der Trasse eines alten Römerweges entlang und oft keine 100 m südlich einer steilen Stufenkante, von Heilbronn nach Löwenstein.